# Ibstock
Ibstock – miasto w Anglii, w hrabstwie Leicestershire, w dystrykcie North West Leicestershire. Leży 18 km na zachód od miasta Leicester i 156 km na północny zachód od Londynu. Miasto liczy 5300 mieszkańców.